# Ulopeza idyalis
Ulopeza idyalis là một loài bướm đêm trong họ Crambidae.